# اوبردورف ایم بورگن‌لاند
اوبردورف ایم بورگن‌لاند (به آلمانی: Oberdorf im Burgenland) یک Landgemeinde و شهرستان اتریش در اتریش است که در Oberwart District واقع شده‌است.

## خصوصیات
اوبردورف ایم بورگن‌لاند ۱٬۰۶۲ نفر جمعیت دارد.